# Pbil m/39
Пансарбил м/39 «Линкс» (швед. Pansarbil m/39 Lynx, pansarbil — бронеавтомобиль, lynks — рысь), сокращённо — Пбил м/39 (швед. Pbil m/39) — шведский бронеавтомобиль периода 1930-х годов. Был разработан фирмой Landsverk AB в 1937—1938 годах и первоначально предназначался для экспортных поставок. Всего в 1939—1940 годах фирмой «Вольво» было выпущено 48 «Линксов». Однако, из-за изменения ситуации с началом Второй мировой войны, почти все выпущенные бронеавтомобили оказались в шведской армии, в которой они состояли на вооружении до середины 1950-х годов.

## Модификации
- Pbil m/39 — базовая модификация. Двигатель Scania-Vabis мощностью 140 л.с. Изготовлено 18 машин.
- Pbil m/40 — модификация с радиостанцией и изменённой из-за её установки формой башни. Установлен двигатель Volvo мощностью 145 л.с. Изготовлено 30 машин.

## Состоял на вооружении
- Швеция — 45 единиц
- Дания — 3 единицы